# Nérée Desarbres
Nérée Desarbres (Villefranche-sur-Saône, 12 février 1822 - Paris, 16 juillet 1872) est un auteur dramatique et chansonnier français.

## Biographie
Secrétaire de l'administration de l'Opéra de Paris (1er juillet 1856 - 1er mars 1863), on lui doit des études sur le théâtre ainsi que des pièces qui ont été représentées sur les plus grandes scènes parisiennes du XIXe siècle : Théâtre du Vaudeville, Théâtre des Délassements-Comiques, Théâtre des Variétés, Théâtre des Folies-Dramatiques, etc. 

## Œuvres
- Madame Diogène, vaudeville en 1 acte, avec Léon Battu, 1852
- Un banquier comme il y en a peu, comédie en 1 acte, avec Joachim Duflot, 1853
- Madame est de retour, comédie proverbe en 1 acte, avec Duflot, 1853
- Deux femmes en gage, folie vaudeville en 1 acte, avec Achille Bourdois, 1854 (lire en ligne sur Gallica)
- La Maîtresse du mari, comédie mêlée de chant, avec Duflot, 1854
- Le Jardinier du château, vaudeville en un acte, avec Adolphe Huard, 1854
- Un cœur qui parle, comédie vaudeville en 1 acte, avec Adolphe Choler, 1855
- Chez vous, chez nous, chez moi, vaudeville en trois actes, avec A.-Sébastien Kauffmann, 1856
- Le Jardinier du château, vaudeville en un acte, 1856
- Le Nid d'amour, paysannerie en 1 acte, mêlée de chant, avec Nuitter, musique de Achille-Félix Montaubry, 1856
- Une femme à la mode... de Caen, vaudeville en 1 acte, avec Duflot, 1857
- X, comédie en 1 acte, mêlée de couplets, avec Nuitter, 1858
- La Servante à Nicolas, opérette, avec Nuitter, 1861
- Madame Holopherne, vaudeville en 1 acte, avec Nuitter, 1862
- Sept ans à l'Opéra, souvenirs anecdotiques d'un secrétaire particulier, Dentu, 1864
- Paris partout, Librairie centrale, 1865 (lire en ligne sur Gallica)
- Les Mémoires de Fanchette, opéra-comique en 1 acte, avec Nuitter, 1865
- Une fantasia, opérette en un acte, avec Nuitter, 1865
- Les Oreilles de Midas, opérette en 1 acte, avec Charles Nuitter, musique de Frédéric Barbier, 1866 (lire en ligne sur Gallica)
- Un homme à la mer, vaudeville en 1 acte, avec Nuitter, 1866
- Quinze heures de fiacre, vaudeville en 2 actes, avec Clairville et Nuitter, 1866
- Deux siècles à l'Opéra (1669-1868), chronique anecdotique, artistique, excentrique, pittoresque et galante, Dentu, 1868 (lire en ligne sur Gallica)
- Les Eaux de Bourbon-Lancy, comédie en 1 acte, 1868
- La Noce de Chicard, folie en 1 acte, 1868

Chants
- La Fête de l'Empereur, cantate, musique de Théophile Semet, 1862
- La Fête de la France, hymne populaire, 1867